# Répression au métro Charonne de la manifestation du 8 février 1962
La répression au métro Charonne de la manifestation du 8 février 1962 est un cas de violence policière qui a lieu autour et dans la station de métro Charonne à Paris, à l'encontre de personnes manifestant contre l'Organisation armée secrète (OAS) et la guerre d'Algérie, faisant finalement neuf morts.
Étant donné le contexte tendu et l'état d'urgence décrété en avril 1961 après le putsch d'Alger, la manifestation, organisée par le Parti communiste français et d'autres organisations de gauche, avait en effet été interdite, et le préfet de police de Paris, Maurice Papon, avait donné l'ordre de la réprimer, avec l'accord du ministre de l'Intérieur, Roger Frey, et du président de la République, Charles de Gaulle. 
Parmi les manifestants qui essaient de se réfugier dans la bouche de la station de métro, huit personnes trouvent la mort, étouffées ou à cause de fractures du crâne, ainsi qu'une neuvième à l'hôpital, des suites de ses blessures.

## Contexte historique

### Manifestations contre la guerre d'Algérie en 1960
Jusqu'en 1960, les manifestations contre la guerre d'Algérie ne rassemblaient que quelques centaines de participants, pour l'essentiel, des intellectuels qui dénonçaient la torture et les méthodes expéditives de l'armée française en Algérie. Si beaucoup de ces intellectuels ont rejoint le Parti socialiste unifié (PSU), à cette époque, la première force anticolonialiste est le Parti communiste français, mais, selon les mots de Jean-Jacques Becker, « sans conteste partisan de l'indépendance de l'Algérie… il soutient le combat mais ne s'y identifie pas ».
Après la semaine des barricades à Alger, en 1960, les centrales syndicales CGT, CFTC, FO et FEN surmontent leurs divergences pour jouer alors un rôle de premier plan dans le mouvement pour la paix en Algérie. Après l'échec des pourparlers de Melun menés dans l'été 1960 entre le gouvernement français et le GPRA, le syndicat étudiant UNEF prend l'initiative de contacter les organisations syndicales pour organiser de vigoureuses manifestations pour inciter le gouvernement à reprendre les négociations. La première manifestation d'une certaine ampleur a lieu le 27 octobre 1960. Un meeting avait été autorisé à la salle de la Mutualité à Paris, mais des milliers de personnes, surtout des étudiants, qui ne peuvent pénétrer dans la salle se heurtent aux forces de police. Des cortèges qui se forment dans le quartier latin sont dispersés à coup de matraquage. Les violences policières touchent également des passants et des journalistes. Selon Jean-Paul Brunet, la répression de cette manifestation révèle la partialité des forces de police qui réagissent beaucoup plus mollement face à des partisans de l'Algérie française.

### Évolution de la situation politique jusqu'ennovembre 1961
Au cours des trois premiers trimestres de l'année 1961, l'évolution politique est caractérisée en janvier par le référendum sur l'autodétermination de l'Algérie qui recueille 75 % d'approbation de la politique d'autodétermination proposée par de Gaulle, en avril par le putsch des généraux en Algérie, et enfin par l'ouverture de négociations avec le GPRA à Évian en mai, puis à Lugrin en juillet. De ce fait, les manifestations convoquées pour ne pas laisser retomber l'élan du 27 octobre ne rassemblent que quelques centaines de participants vite dispersés par la police. Les manifestations connaissent plus de succès en automne avec la rupture apparente des négociations entre le gouvernement et le GPRA.
La répression des manifestations des partisans de la paix ne représente qu'un aspect mineur des activités des forces de l'ordre, qui sont engagées dans un conflit frontal avec la fédération de France du FLN. De janvier à octobre, vingt-deux policiers sont assassinés par le FLN. Le 5 octobre, dans le département de la Seine, le préfet de police Maurice Papon décrète un couvre-feu pour tous les « Français musulmans d'Algérie ». La fédération de France du FLN appelle à une manifestation illégale le 17 octobre pour protester contre ce couvre-feu. La répression est d'une extrême violence et causera la mort de plusieurs dizaines de manifestants algériens à Paris et en banlieue.
La répression de la manifestation du 17 octobre provoque dans les milieux de gauche un mouvement d'indignation mais qui n'engendre aucune riposte massive.

### Montée de l'OAS et la reprise des manifestations

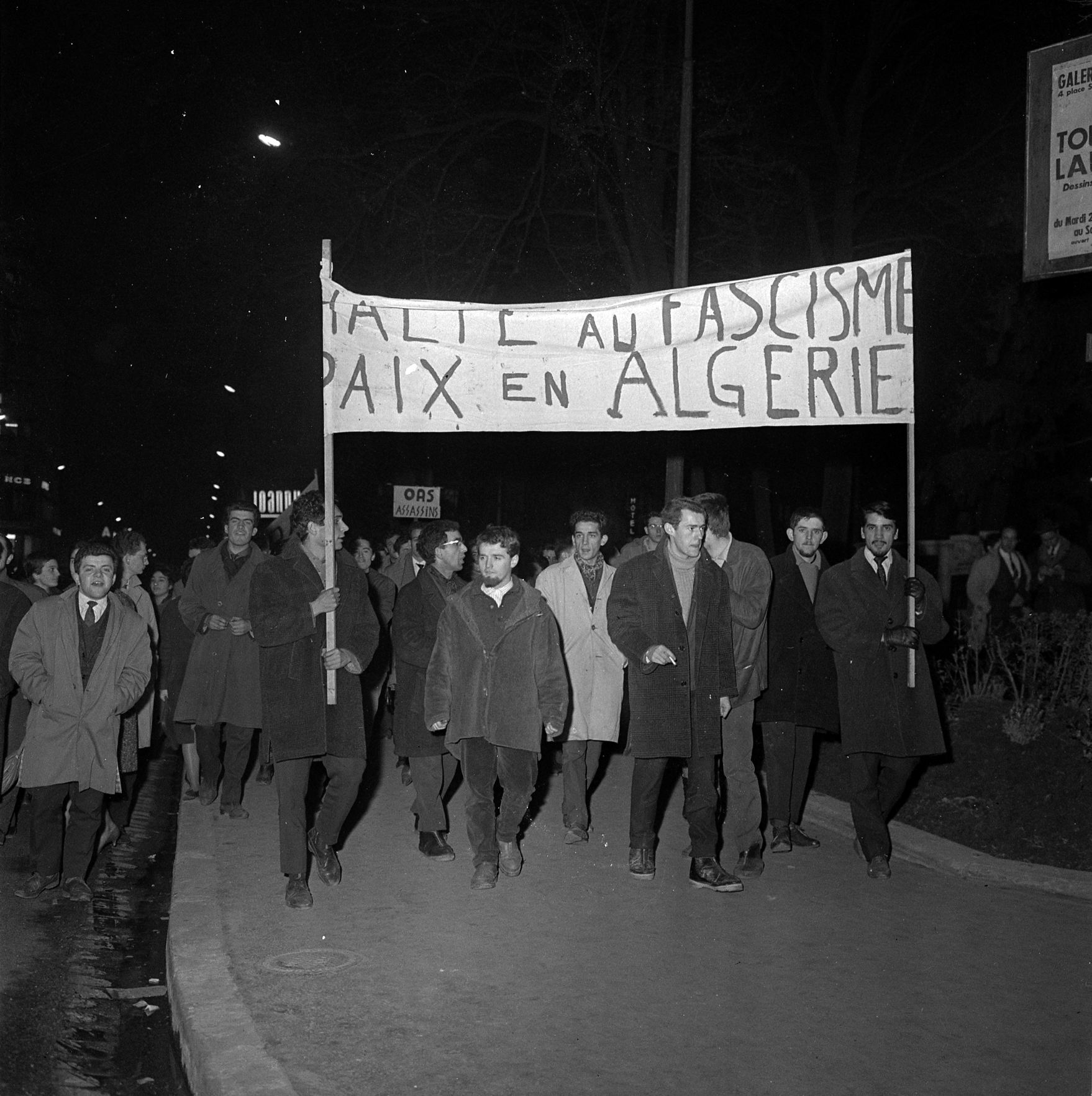
Manifestation contre l'OAS à Toulouse, le 16 janvier 1962.

À partir de novembre 1961, les manifestations réunissant plusieurs milliers de personnes reprennent, à l'initiative du PSU, le 1er novembre, des jeunesses communistes et des étudiants du PSU, le 18 novembre, du Mouvement de la paix le 29 novembre. Pour déjouer les plans de la police, le PSU a mis au point une tactique basée sur des faux points de rendez-vous avec diffusion du vrai point de rendez-vous par des canaux internes une demi-heure seulement à l'avance.
À la suite de l'échec du putsch des généraux en avril 1961, un certain nombre de militaires entrés dans la clandestinité se sont alliés à des activistes pied-noirs pour constituer l'Organisation de l'armée secrète (OAS), surtout active en Algérie, mais qui commence à s'implanter en métropole à partir du mois de juin. Les forces de gauche s'efforcent alors de mettre sur pied des manifestations puissantes à la fois pour stimuler le processus de paix et pour exiger une attitude plus résolue contre l'OAS. 
La manifestation du 19 décembre convoquée en région parisienne par la CGT, la CFTC et l'UNEF entre dans le cadre d'une « journée d'action contre l'OAS et pour la paix en Algérie ». La préfecture de police a accepté le principe d'un rassemblement place de la Bastille, mais s'oppose à tout cortège. Le directeur général de la police municipale fera état de 20 000 manifestants. Parmi ceux-ci, certains refusent d'obtempérer aux ordres de dispersion donnés par la police et sont chargés. De jeunes manifestants ripostent. On comptera parmi les forces de l'ordre une quarantaine de blessés. La presse du 20 décembre, y compris France-Soir et Paris Jour, est frappée par la généralisation de la violence policière. Parmi la centaine de blessés dénombrés chez les manifestants, on compte deux tiers de femmes.
La presse de droite comme L'Aurore ou Le Figaro reprend l'argumentaire gouvernemental et désigne les unités de choc du Parti communiste comme responsables de la violence de la manifestation. Des journaux comme Le Monde ou Combat relèvent la contradiction du gouvernement à vouloir « sévir contre les adversaires de l'OAS tout en prétendant la combattre ». Pour Jean-Paul Brunet, le système policier dont les méfaits s'illustreront à Charonne est en place dès le 19 décembre et au sommet de l'État, de Gaulle tient à symboliser un large rassemblement n'excluant d'un côté que l'OAS et les fanatiques de l'Algérie française et, de l'autre, les communistes et leurs alliés. En ces années, précise Brunet, de Gaulle assume seul la politique générale du pays, mais aussi ses modalités pratiques et, plus particulièrement, l'interdiction des manifestations.
Au début de l'année 1962, sous l'impulsion d'André Canal, l'OAS multiplie les attentats en région parisienne. Le 4 janvier, un commando en voiture mitraille l'immeuble du Parti communiste, place Kossuth, blessant grièvement un militant au balcon du 2e étage. La manifestation communiste de protestation du 6 janvier se déroule sans incident notable. Dans la nuit du 6 au 7 janvier, c'est le domicile de Jean-Paul Sartre qui est l'objet d'un plasticage. Le 24 janvier, on compte 21 explosions dans le département de la Seine, visant des personnalités ou des organisations supposées hostiles. Ces actions de l'OAS renforcent la confiance que les Français portent à de Gaulle. En décembre 1961, un sondage montre que l'OAS ne bénéficie d'une certaine sympathie qu'auprès de 9 % d'entre eux. Avec le recul de l'Histoire, il est apparu que l'OAS-Métropole n'a jamais eu une réelle stratégie de prise de pouvoir mais, en ce début de l'année 1962, les plasticages qui se multiplient laissent entrevoir la menace d'une guerre civile et comme l'analyse Brunet, les contemporains hostiles à l'OAS n'ont que l'alternative d'une confiance passive en de Gaulle ou la mobilisation militante dont l'efficacité reste à démontrer. Au lendemain de Charonne, le 15 février, un article signé Regulus dans L'Express tentera d'expliquer que la politique du gouvernement et plus particulièrement du ministre de l'Intérieur Roger Frey est sous-tendue par l'idée que l'armée ne basculera que si le pouvoir apparaît incapable de faire face à la menace communiste dénoncée par l'OAS. 
Le 15 janvier, le PSU crée le GAR (Groupe d'action et de résistance), structure clandestine qui rassemble quelques centaines de militants et qui couvre les murs de Paris de son sigle. Le 26 janvier, plusieurs formations politiques de gauche parmi lesquelles la SFIO, le Parti radical, la LICRA constituent un « Comité national d'action contre l'OAS et pour une paix négociée » Le 5 février, au cours d'une conférence de presse, de Gaulle stigmatise ces « agitateurs qu'il faut réduire et châtier » tout en relativisant leur action. Il ajoute que c'est au gouvernement de faire face à la situation.
De fait, un quadrillage policier est mis en place dans Paris, ce qui n'empêche que, dans l'après-midi du 7 février, dix charges plastiques explosent au domicile de diverses personnalités : deux professeurs de droit, Roger Pinto et Georges Vedel, deux journalistes, Serge  Bromberger, du Figaro, et Vladimir Pozner, blessé grièvement, deux officiers, le sénateur communiste Raymond Guyot dont la femme est blessée. Un dernier attentat qui vise André Malraux défigure une fillette de 4 ans, Delphine Renard.

## Manifestation du 8 février 1962

### Appel à la manifestation
Le Parti communiste et la CGT sont résolus à agir vite. La CFTC qui s'interrogeait sur le type d'action à mettre en œuvre opte pour l'organisation d'une manifestation de masse. Le soir même du 7 février, les responsables de la CGT et de la CFTC se rencontrent à la bourse du travail et décident d'appeler à une manifestation massive le lendemain même. La FEN et l'UNEF sont également représentées à cette réunion. Un tract d'appel est ainsi rédigé :

« TOUS EN MASSE, ce soir à 18 h 30, place de la Bastille
Les assassins de l'OAS ont redoublé d'activité. Plusieurs fois dans la journée de mercredi, l'OAS a attenté à la vie de personnalités politiques, syndicales, universitaires, de la presse et des lettres. Des blessés sont à déplorer ; l'écrivain Pozner est dans un état grave. Une fillette de 4 ans est très grièvement atteinte. Il faut en finir avec ces agissements des tueurs Fascistes. Il faut imposer leur mise hors d'état de nuire. Les complicités et l'impunité dont ils bénéficient de la part du pouvoir, malgré les discours et déclarations officielles, encouragent les actes criminels de l'OAS.
Une fois de plus, la preuve est faite que les antifascistes ne peuvent compter que sur leurs forces, sur leur union, sur leur action. Les organisations soussignées appellent les travailleurs et tous les antifascistes de la région parisienne à proclamer leur indignation, leur volonté de faire échec au fascisme et d'imposer la paix en Algérie. »

Le texte est signé des organisations syndicales CGT, CFTC, UNEF, SGEN, FEN et SNI. Le PCF, le PSU et le Mouvement de la paix sont associés à l'appel.

### Interdiction de la manifestation

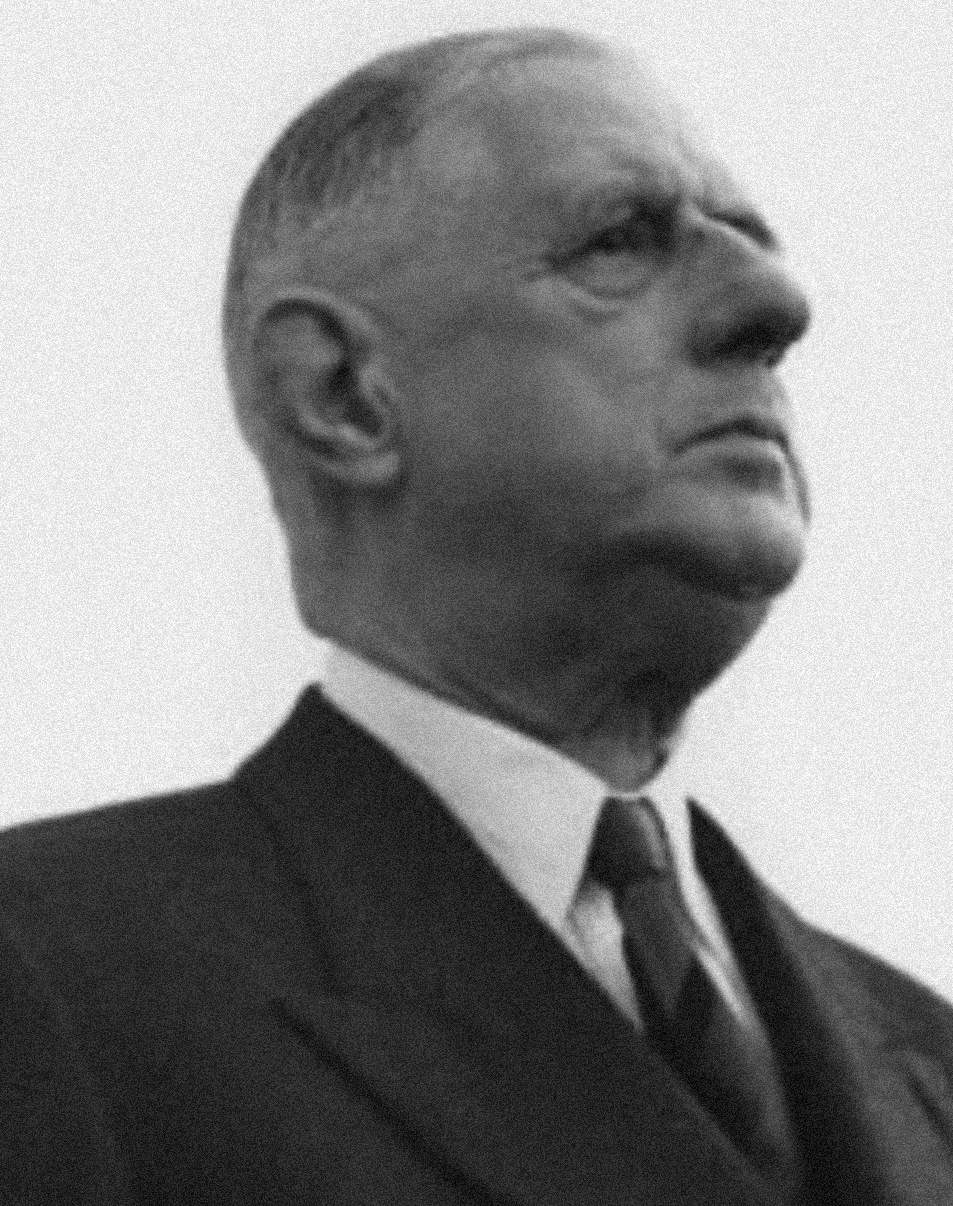
Le président de la République, Charles de Gaulle.

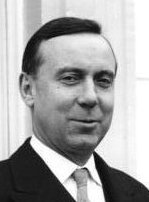
Le Premier ministre, Michel Debré.

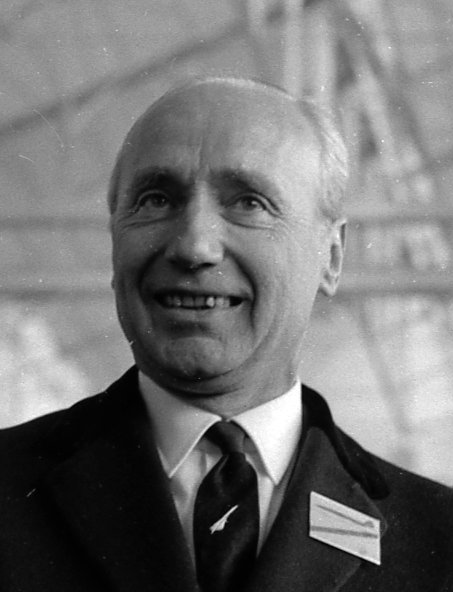
Le préfet de police, Maurice Papon.

Il n'était pas exclu que la manifestation puisse être autorisée, puisqu'il s'agissait d'un « rassemblement statique ». Dans ses mémoires, le préfet de police Maurice Papon a écrit qu'il a suggéré au ministre de l'Intérieur Roger Frey de la tolérer, que ce dernier en aurait référé au président Charles de Gaulle qui aurait répliqué « Qu'est-ce qui prend à Papon ? ». Brunet estime plausible cette version des faits, mettant en avant que Frey et Debré, aussi fervents gaullistes que Papon, n'avaient rien démenti au moment de la parution du livre.
Papon rencontre le 8 février au matin une délégation syndicale composée d'André Tollet pour la CGT, Robert Duvivier pour la CFTC et Tony Dreyfus pour l'UNEF. Papon reste debout et, glacial, signifie que le décret du 23 avril 1961 pris au moment du putsch reste valable et interdit les manifestations sur la voie publique. Les délégués informent qu'ils maintiendront la manifestation pacifique. Aucun autre contact officieux n'a lieu, contrairement à l'usage qui voulait que, d'un côté, le préfet rappelle officiellement que les manifestations étaient interdites mais que, d'un autre côté, des collaborateurs précisent officieusement ce qui était rigoureusement interdit (ponts ou rues à ne franchir en aucun cas, etc.).
Interrogés, les Renseignements généraux prévoient de 10 000 à 15 000 manifestants. La préfecture, revoyant ces prévisions à la baisse, table sur une fourchette de 6 000 à 7 000 et met en place 13 compagnies d'intervention (CI), soit 1 000 policiers aguerris, 11 escadrons de gendarmerie mobile, soit 825 hommes supposés moins aguerris que les premiers, 3 compagnies républicaines de sécurité (CRS), soit 360 hommes et quelques centaines de gardiens de la paix du Service général. Il y a donc moins d'effectifs des forces de l'ordre que le 19 décembre où la préfecture de police avait mis 5 556 hommes en face des manifestants, mais plus que le 17 octobre où 1 658 hommes étaient en face des 20 000 ou 30 000 manifestants. Chaque escadron de gendarmes mobiles est normalement jumelé avec une compagnie d'intervention, et l'ensemble est sous le commandement d'un commissaire de police.
Les consignes données aux policiers sont de procéder dès 18 h au brassage et à la dispersion des manifestants sur les lieux de rassemblement, avec arrestations en cas de refus. À partir de 18 h 30, il est recommandé à chaque officier de se montrer « particulièrement actif », de ne tolérer aucun rassemblement. Si le nombre et l'action des manifestants le rendent nécessaire, les policiers doivent « faire preuve d'énergie » et utiliser les grenades lacrymogènes et les bâtons de défense. Les bâtons de défense couramment appelés « bidules » sont des bâtons en bois dur de 85 cm de long et 4 cm de diamètre. Ils seront distribués aux policiers avant le contact avec les manifestants.
À 14 h, les organisateurs de la manifestation diffusent sur les ondes des radios un communiqué demandant aux manifestants d'observer le plus grand calme. En début d'après-midi, les syndicats reçoivent la consigne de tenter de gagner la Bastille par cinq cortèges formés à 18 h 30 à quatre stations de métro (Ledru-Rollin, Sully - Morland, Filles du Calvaire et Gare de Lyon) et rue Saint-Antoine. Ils doivent s'arrêter à 50 ou 75 mètres des cordons de police. Les responsables des cortèges doivent alors lire le communiqué préparé au cours de la nuit et donner l'ordre de dispersion à 19 h 30. Selon Brunet, les organisateurs savent que les cortèges ont peu de chance de parvenir à la Bastille, mais ils estiment que la police ne va pas charger des rassemblements statiques. 
Avant que ne débute la manifestation, tous les rouages de la police sont donc imprégnés de l'idée que tous les rassemblements doivent être dispersés énergiquement et rapidement, sans aucune négociation, même de détail, avec les organisateurs. Or, les opérations de dispersion peuvent être effectuées sans trop de dommages dans le cas de petits groupes, mais deviennent beaucoup plus problématiques dans le cas d'une foule longue à se disperser.

### Rassemblement des manifestants
Les cortèges ne peuvent pas se constituer, comme prévu, aux différentes stations de métro. Le cortège de la gare de Lyon est une exception. La rue Saint-Antoine étant bouchée par les forces de l'ordre, des milliers de manifestants se retrouvent sur la Rive Gauche et sont finalement bloqués boulevard Saint-Michel. Les organisateurs peuvent lire le texte et la manifestation est dispersée sans violence.
Les premiers affrontements ont lieu boulevard Beaumarchais où sont massés quelques milliers de manifestants. Dans le secteur Bastille - Chemin-Vert, les forces de l'ordre chargent les manifestants sans avoir, semble-t-il, été agressées, alors que dans le secteur nord du boulevard Beaumarchais, des groupes de manifestants sont beaucoup plus agressifs et prennent l'initiative de lancer des projectiles ou de prendre d'assaut des cars de police. Il y a donc dans la manifestation des groupes venus en découdre et qui ne peuvent pas être contrôlés par le service d'ordre syndical, qui n'a d'ailleurs pas pu se mettre en place. 
Une partie du cortège qui aurait dû se constituer au métro Filles du Calvaire se retrouve finalement au carrefour Voltaire - Charonne où il retrouve un groupe qui aurait dû former un cortège au métro Ledru-Rollin et le cortège qui avait pu se former à la gare de Lyon. Avec des manifestants refoulés du boulevard Beaumarchais, cela fait quelque 4 000 personnes qui se retrouvent au carrefour du boulevard Voltaire et de la rue de Charonne.

### Répression au métro Charonne
L'un des cortèges, dont la tête se trouvait à la hauteur du 200, boulevard Voltaire, à deux cents mètres au-delà du carrefour Voltaire - Charonne, se dirigeant vers la place de la Nation, est chargé par une unité des compagnies spéciales d'intervention de la préfecture de police au moment où le mot d'ordre de dispersion venait d'être donné et où le cortège commençait à se disperser : « Lorsque les policiers ont chargé, le premier rang des manifestants avait fait demi-tour et regardait en direction de la place Léon-Blum, car il voulait signifier que la manifestation était terminée et qu'il fallait se disloquer. Ils n'ont donc pu voir arriver les policiers et je les ai vus tomber aussitôt. »

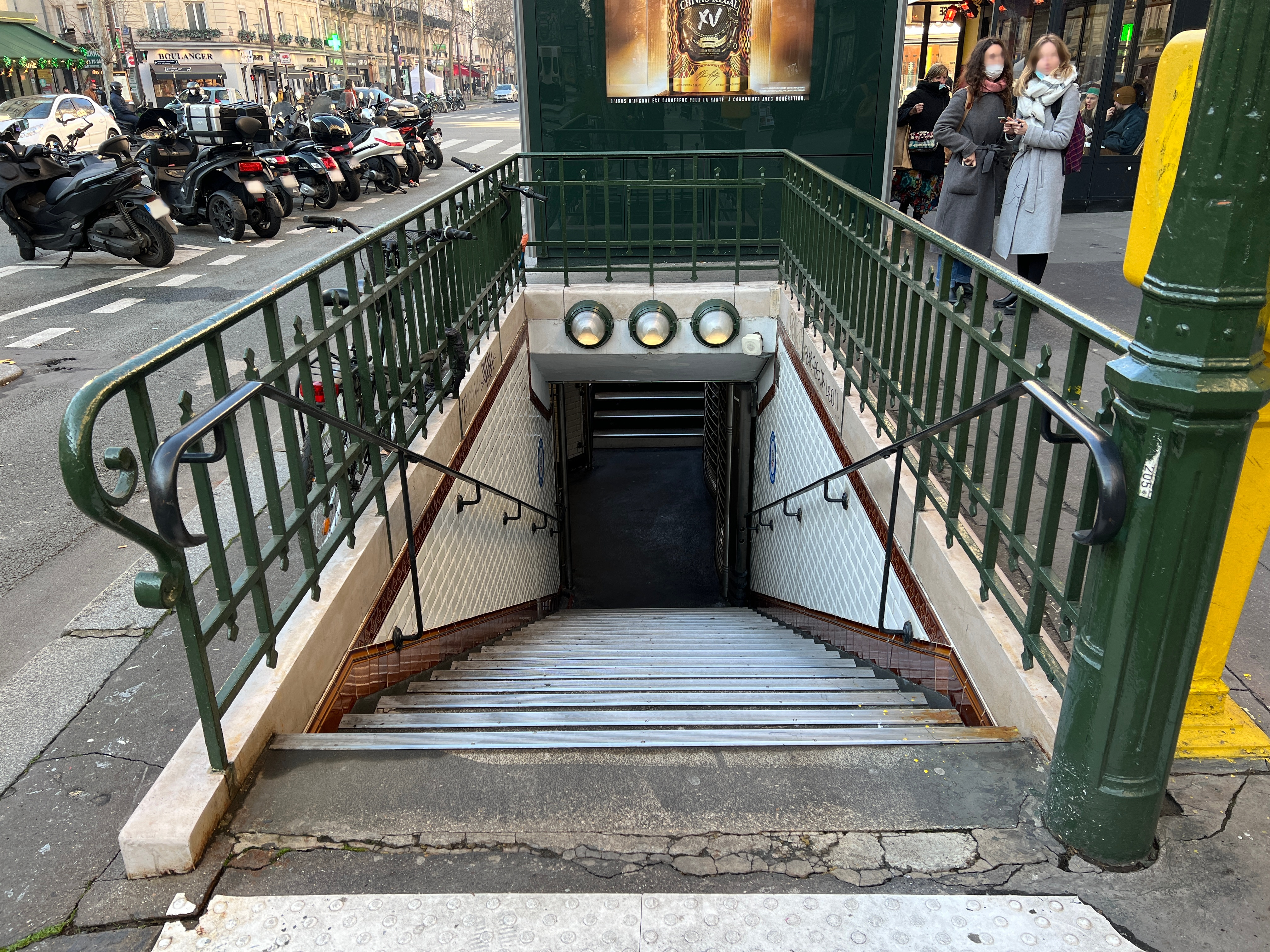
L'un des accès à la station Charonne.

L'action venait de la 31e division, commandée par le commissaire Yser, à qui l'ordre de charger « Dispersez énergiquement » venait d'être donné par la Préfecture à 19 h 37. Au même moment, le commissaire Dauvergne, commandant la 61e division, reçoit l'ordre de bloquer le boulevard Voltaire en direction de la place Léon-Blum, de façon à prendre les manifestants en tenaille. Il n'y a donc pas d'autres issues possibles pour les manifestants que les petites rues latérales, les portes cochères des immeubles, où certains parviennent à se réfugier, parfois poursuivis jusqu'au sixième étage par les policiers, ou les bouches du métro Charonne. Une partie des manifestants essaie de se réfugier dans l'une de ces bouches de métro, dont les grilles, selon la version officielle du ministère de l'Intérieur, avaient été fermées. En réalité, il est aujourd'hui établi qu'au moment de la charge policière, les grilles de la station de métro étaient ouvertes, que les policiers ont poursuivi les manifestants à l'intérieur des couloirs et sur les quais de la station, comme le prouve le fait que, dans certains cas, les corps aient été évacués par le métro et aient pu être retrouvés dans les stations voisines Rue des Boulets - Rue de Montreuil et Voltaire - Léon Blum, ce qui explique l'incertitude initiale sur les causes des décès, qui n'ont été établies qu'à l'autopsie.

Dans la bouche du métro, la bousculade provoque la chute de plusieurs personnes sur lesquelles les suivants s'entassent, matraqués par les policiers qui projettent sur eux des grilles d'arbres, ainsi que des grilles d'aération du métro descellées à cet effet. Le procureur de la République écrit : 

« Il convient de faire état ici du fait rapporté par certains témoins, entendus à l'enquête, qui ont indiqué avoir assisté à des actes de violence commis par quelques membres des forces de l'ordre et qui apparaissent hautement répréhensibles. Il s'agit notamment du jet d'éléments de grilles de fer, qui normalement sont fixées au pourtour des arbres de l'avenue, et de grilles d'aération du métro, qui régulièrement se trouvent au niveau des trottoirs de la chaussée. Ces pièces métalliques sont très pesantes (40 kg pour les premières, 26 kg pour les secondes). Certains témoins ont déclaré avoir vu des agents lancer des grilles sur les manifestants à l'intérieur de la bouche de métro. Ce fait paraît établi, et il est constant que trois de ces grilles au moins ont été retrouvées après la manifestation au bas des escaliers de la bouche de métro et récupérées là par des employés de la station. »

Ainsi, ce sont bien des « grilles » lancées par des policiers qui sont à l'origine de certains décès, mais c'est par une singulière métonymie qu'on a cru voir dans ces grilles celles de la station de métro. En réalité, la station de métro n'a été fermée qu'à 20 h 15, en raison de la persistance des gaz lacrymogènes, consécutive à l'intervention de la police dans la station. Dans l'immédiat, on dénombre huit victimes. Certaines sont mortes étouffées ; dans d'autres cas, le décès semble dû à des fractures du crâne sous l'effet de coups de matraque reçus. Telle sera encore la cause d'un neuvième décès, intervenu, plusieurs mois plus tard, à l'hôpital, des suites de ces blessures. Toutes les victimes étaient syndiquées à la CGT et, à une exception près, membres du Parti communiste :
- Jean-Pierre Bernard, 30 ans, dessinateur aux PTT[28] ;
- Fanny Dewerpe[29],[30], 31 ans, secrétaire ;
- Daniel Féry[31], 15 ans, apprenti ;
- Anne-Claude Godeau, 24 ans, employée aux chèques postaux[32] ;
- Hippolyte Pina, 58 ans, maçon[33] ;
- Édouard Lemarchand, 40 ans, employé de presse[34] ;
- Suzanne Martorell, 36 ans, employée à L'Humanité[35] ;
- Raymond Wintgens, 44 ans, typographe[29] ;
- Maurice Pochard, employé de bureau, 48 ans, décédé le 20 avril 1962 à l'hôpital à la suite de ses blessures[36].

Plus de 250 blessés sont par ailleurs dénombrés, selon L'Humanité.
Face à cette répression meurtrière, le ministre de l'Intérieur de l'époque, Roger Frey, accusa « des groupes organisés de véritables émeutiers, armés de manche de pioche, de boulons, de morceaux de grille, de pavés, d'outils divers ont attaqué le service d'ordre ». Par la suite, l'Union pour la nouvelle République (UNR) accusa des éléments de l'Organisation de l'armée secrète (OAS) de s'être déguisés en policiers pour charger les manifestants. Le livre d'Alain Dewerpe semble établir que l'idée d'une participation de l'OAS est une fabulation formulée par le gouvernement dans le but de se disculper et repose sur un faux fabriqué par lui, qui a été reconnu comme tel devant la Cour de sûreté de l'État.

## Réactions
Le Premier ministre, Michel Debré, se rend le 12 février 1962 dans les locaux de la police parisienne, pour « apporter le témoignage de sa confiance et de son admiration » ; puis, le 13 avril de la même année, il écrit une lettre à Maurice Papon, rendant « un particulier hommage à [ses] qualités de chef et d'organisateur, ainsi qu'à la façon dont [il a] su exécuter une mission souvent délicate et difficile ».
Le lendemain, 13 février, la répression soulève une vive émotion et des arrêts de travail sont largement suivis. Toute activité est interrompue en région parisienne et une foule évaluée à plusieurs centaines de milliers de personnes (un million, selon L'Humanité, 400 000 selon le Times, de 300 000 à 500 000 selon Le Monde et Paris Jour (ce dernier favorable au gouvernement), 150 000 selon Le Figaro, de 125 000 à 150 000 selon la Préfecture), dans une grande et imposante manifestation de la place de la République au cimetière du Père-Lachaise, rend hommage aux victimes et assiste à leurs obsèques.
Les historiens, comme les contemporains, se sont interrogés sur la signification que revêtait l'événement dans le processus qui devait conduire à la fin de la guerre d'Algérie. Certains ont voulu y voir un gage donné aux milieux d'extrême-droite, très influents dans l'armée et dans la police, et affirment le caractère prémédité de l'événement. Ainsi, Jean Daniel, dans L'Express du 15 février 1962, attribue au gouvernement de l'époque un calcul sordide : « Les 8 morts du 8 février auraient servi, assure-t-on au gouvernement, à démontrer à l'armée et à la droite conservatrice que le rempart contre le communisme était assez solidement maintenu par l'État et que la propagande anticommuniste de l'OAS était pure démagogie. »

## Responsables
Le 17 juin 1966, une loi d'amnistie est votée, couvrant notamment les répressions des manifestations de 1961 et de 1962.
Dans la conclusion qu'il écrit au livre Charonne, Lumière sur une tragédie, paru en 2003, Jean-Paul Brunet se refuse, en tant qu'historien, à établir l'échelle des responsabilités entre les différents rouages de la tragédie (ministre de l'Intérieur, préfet de police, directeur général de la police municipale, etc.) qui agissent entre le chef de l'État et les policiers de base qui se sont acharnés sur les manifestants. Il insiste sur « la prégnance du système policier en fonctionnement » tout en identifiant une erreur technique de la part du commissaire Yser qui a ordonné la charge avec des effectifs insuffisants, mais dont « la décision correspondait à ce que la hiérarchie attendait de lui ».
L'historien Alain Dewerpe conclut : « L'équation finale se résumerait à ceci : le massacre contre le putsch ». Il qualifie l'événement de « massacre d'État ». Il précise : « Si l'observation prêtée à Frey — « Vous voyez ce que vous m'avez fait faire » dite à Sanguinetti — est vraie, il convient de la prendre au pied de la lettre, car les gouvernants ont bien « fait » quelque chose. Il leur suffit pour faire de laisser faire — c'est-à-dire de ne pas voir, et d'autant moins qu'ils s'en satisfont, sont indifférents à la mort d'autrui ou sont dans l'obligation de « faire avec » les conditions qu'ils ont eux-mêmes construites, et qui vont rendre hautement probable, et en fin de compte inévitable, la tuerie. »

## Mémoire

### Lieux de mémoire et commémorations
Les victimes de la manifestation sont enterrées dans la 97e division du cimetière du Père-Lachaise, près du mur des Fédérés, dans le secteur où se trouvent les tombes des dirigeants du Parti communiste français.
Pendant vingt ans, la CGT et le PCF demandent l'apposition d'une plaque commémorative de cet événement à la station Charonne. L'arrivée de la gauche au pouvoir, avec la victoire de François Mitterrand à l'élection présidentielle de 1981, permet de concrétiser cette attente. Il nomme en effet en août 1981 un communiste, Claude Quin, à la présidence de la RATP, gestionnaire de la station. Le 8 février 1982, lors de la commémoration du 20e anniversaire de l'événement par les élus de gauche, le premier secrétaire du Parti socialiste, Lionel Jospin, annonce qu'une plaque sera posée dès que le Premier ministre, Pierre Mauroy, aura donné son accord. La plaque est finalement inaugurée le 20 mars 1982 dans la salle des guichets de la station, en présence de Georges Marchais, secrétaire général du PCF. Elle est fleurie chaque année lors de la date anniversaire par la CGT, le PCF et l'Association nationale pour la protection de la mémoire des victimes de l'OAS.
Une autre plaque en hommage à l'une des victimes, Jean-Pierre Bernard, est posée dans le hall du 18 boulevard de Vaugirard, dans le 15e arrondissement, où se trouvaient des bureaux de la direction des Télécommunications où la victime travaillait. Après la vente du bâtiment, cette plaque est déplacée sur la façade où elle est inaugurée le 7 février 2008. Le texte de la plaque qualifie la mort de Jean-Pierre Bernard d'assassinat.
Le 8 février 2007, quarante-cinq ans après les faits, le carrefour à l'intersection de la rue de Charonne et du boulevard Voltaire a été nommé place du 8-Février-1962, par Bertrand Delanoë, maire de Paris.
Le 8 février 2022, le président de la République Emmanuel Macron fait déposer une gerbe de fleurs par le préfet de police à l'occasion du soixantième anniversaire du massacre lors d'une cérémonie au cimetière du Père-Lachaise.

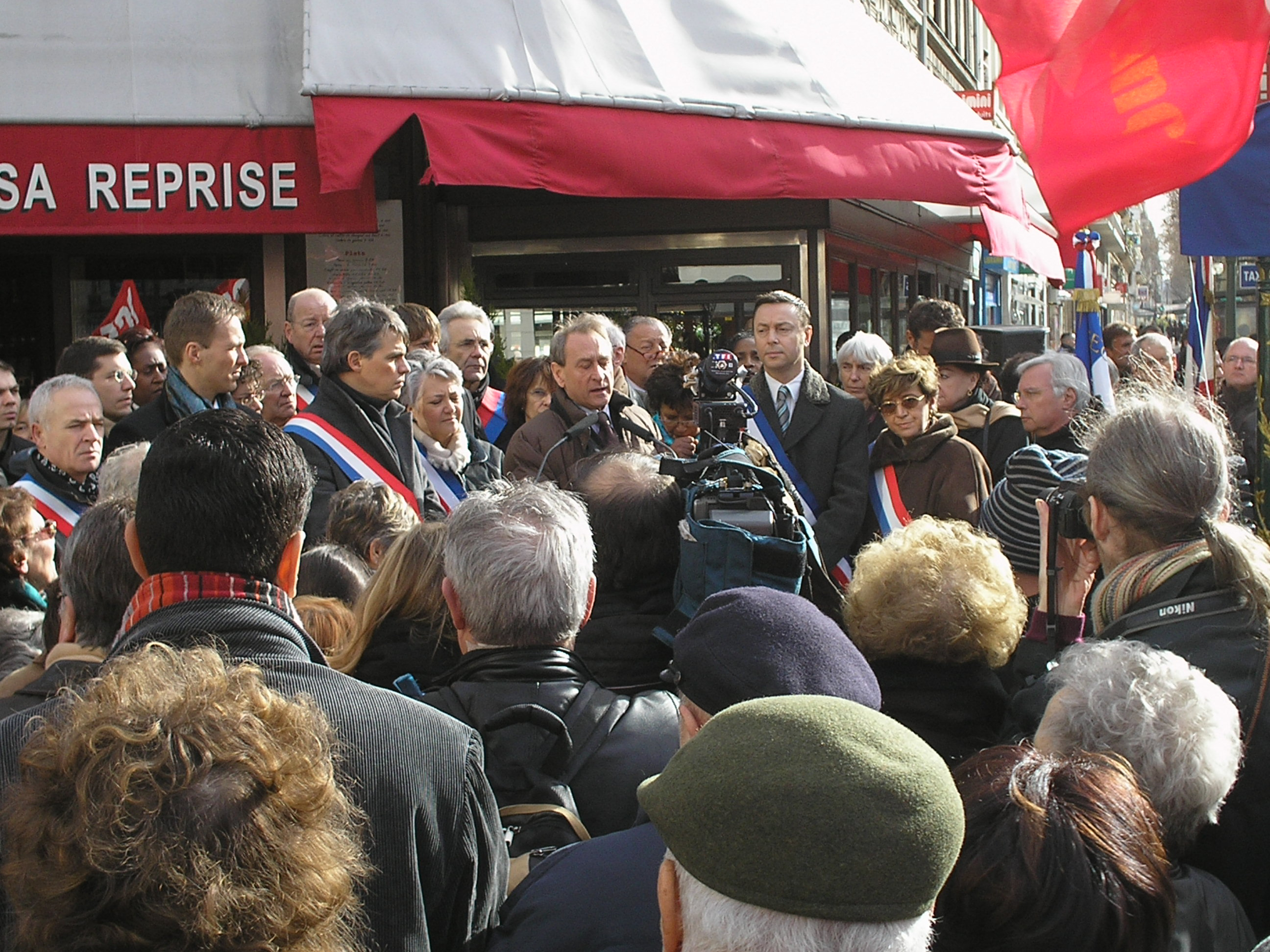
Inauguration de la place du 8-Février-1962 le 8 février 2007 : allocution de Bertrand Delanoë, maire de Paris.
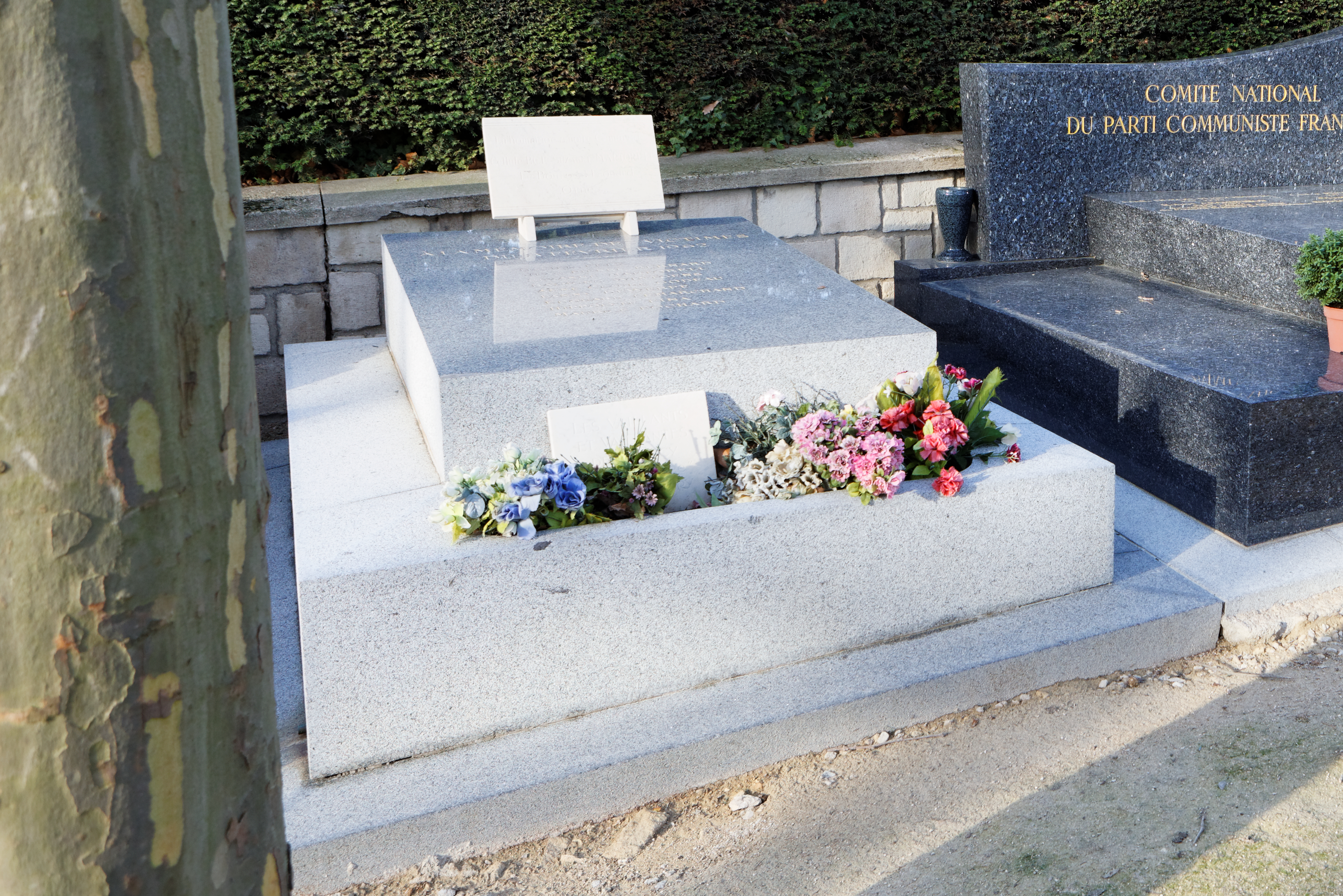
Sépulture des victimes au Père-Lachaise.
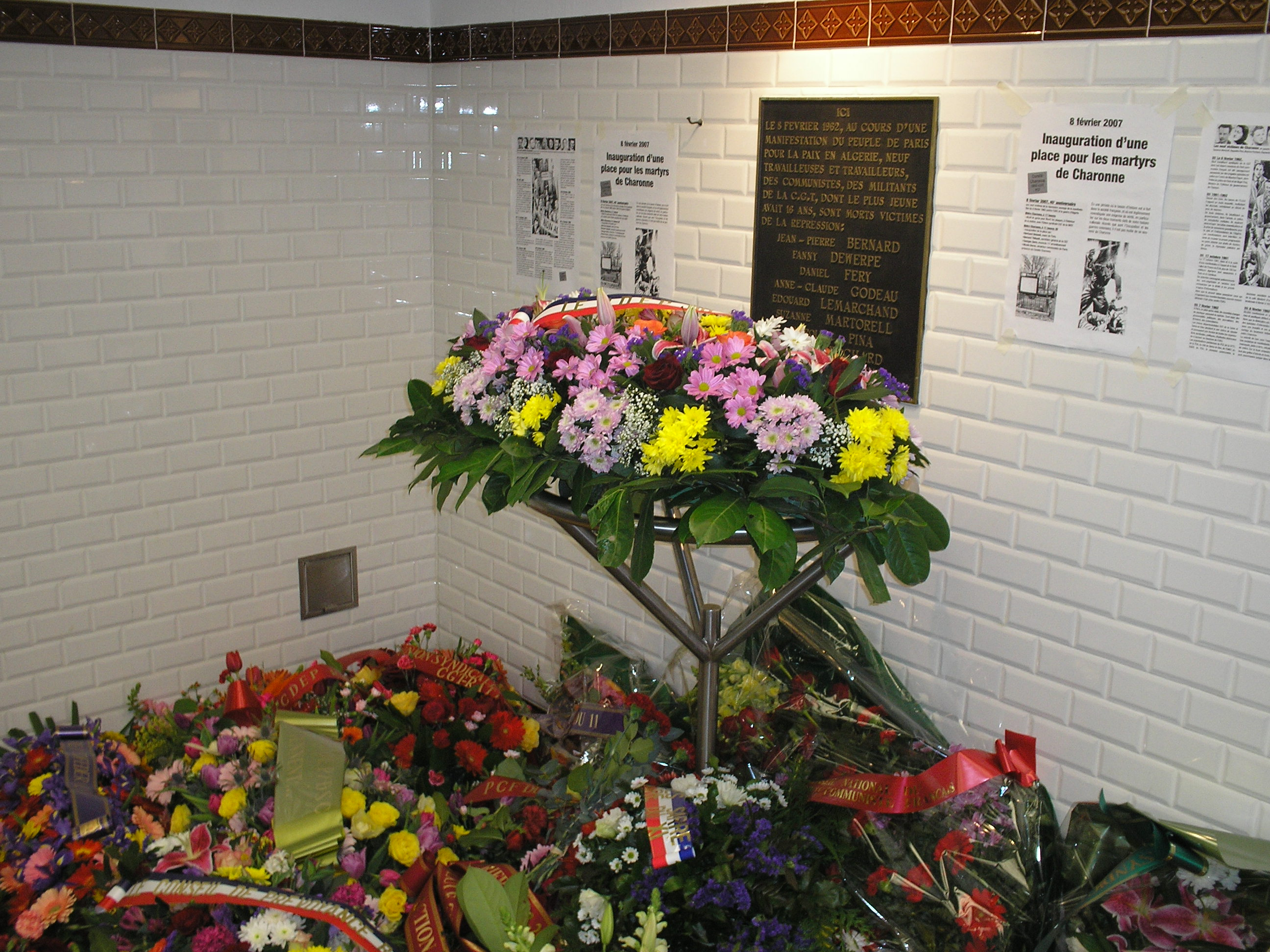
Plaque du métro fleurie en 2007.
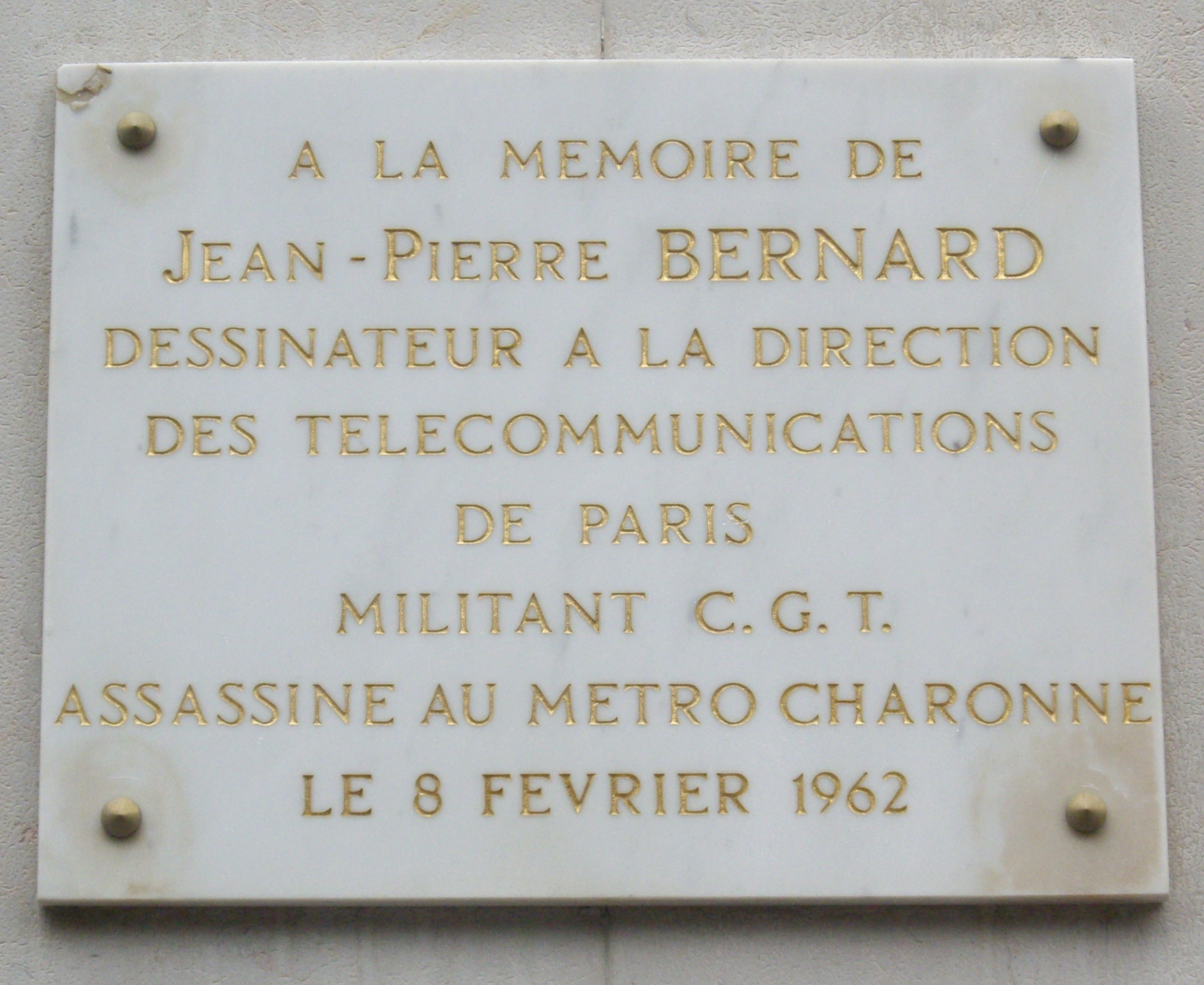
Plaque en hommage à Jean-Pierre Bernard.
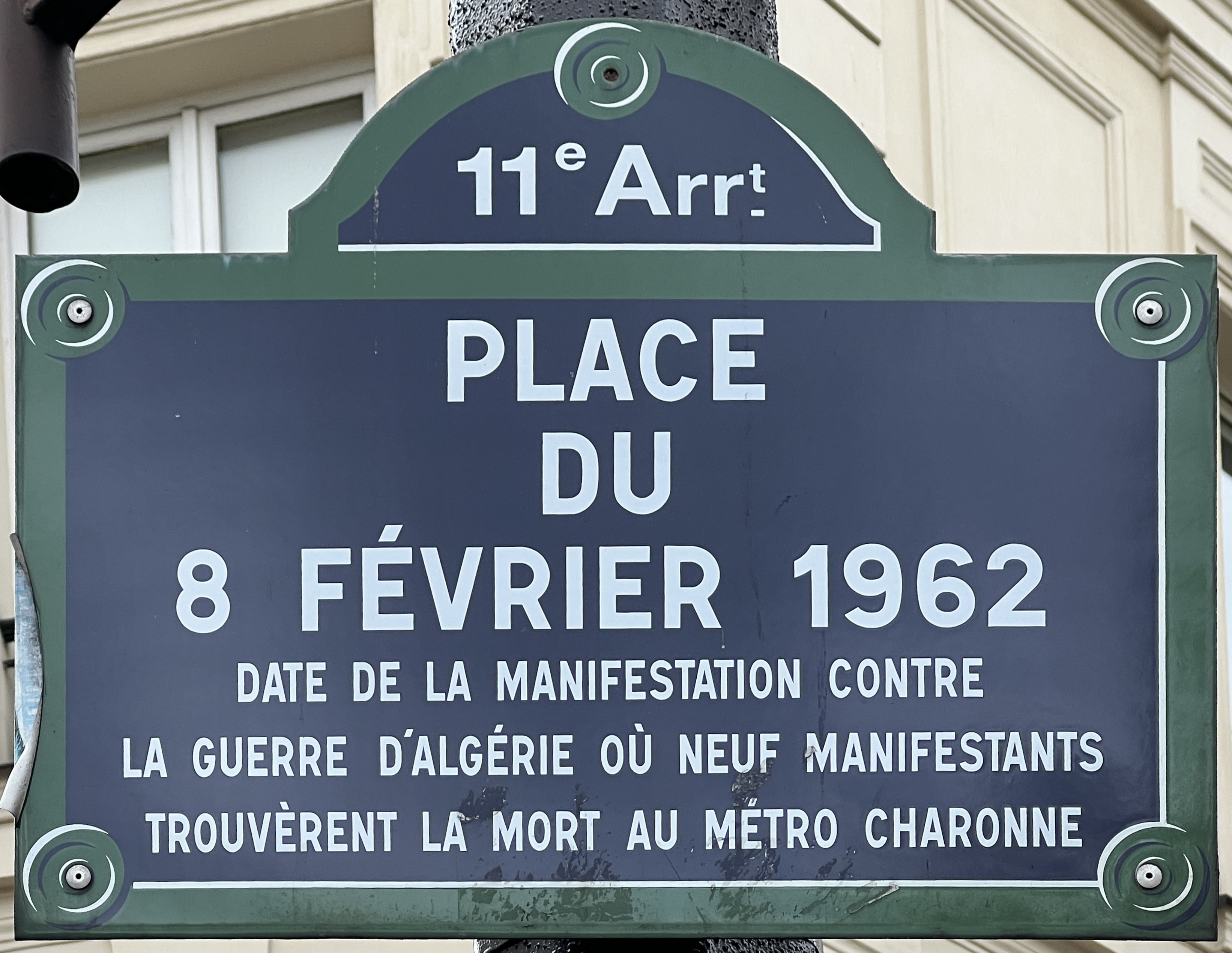
Plaque de rue de la place du 8-Février-1962.

### Dans l'art
Leny Escudero a écrit, en 1968, la chanson Je t'attends à Charonne, dédiée aux victimes.
En 1971, l'artiste plasticien Ernest Pignon-Ernest dessine et encolle des images Les Gisants, œuvre commémorant le centenaire de la Commune de Paris, sur les marches d'escalier de la bouche de métro afin de rendre un hommage aux victimes de la manifestation.
En 1975, Renaud, dans sa chanson Hexagone, rappelle cet événement dont il critique l'oubli :
Ils sont pas lourds, en février

À se souvenir de Charonne

Des matraqueurs assermentés

Qui fignolèrent leur besogne
L'affaire est évoquée dans une scène du film Diabolo menthe de Diane Kurys en 1977.

### Filmographie
- Le Joli Mai, l'enterrement des victimes de Charonne dans le documentaire de Chris Marker et Pierre Lhomme, 1963
- La Guerre d'Algérie, documentaire de Yves Courrière et Philippe Monnier, Reggane Films, 1972
- L'évènement est mentionné dans le film Diabolo menthe, comédie dramatique de Diane Kurys, 1977
- Charonne : 9 morts sur ordonnance, Philippe Haudiquet, 1982
- Mourir à Charonne, pourquoi ?, documentaire de Daniel Kupferstein, production Tutti Image, 2010